# Амигдалия (Саръгьол)
Амигдалия или Сахилар Буджак (на гръцки: Αμυγδαλιά, катаревуса Αμυγδαλεά, до 1927 година Σαχινλάρ Μπουτζάκ, Сахилар Буджак) е бивше село в Гърция в дем Кожани, област Западна Македония.

## География
Селото е било разположено на 685 m надморска височина, североизточно от Кожани, на километър източно от Тимария (Кьоселер).

## История

### В Османската империя
В XIX век селото е турско. В 1889 година Стефан Веркович („Топографическо-этнографическій очеркъ Македоніи“) пише за Сахилар Буджак:
| „ | На север на 1 час разстояние от с. Чочилеръ, се намира мохамеданското село Шаинларъ, с 32 къщи и 85 нуфузи, плащащи 3665 пиастри данък. Жителите на тези две села се занимават със земеделие и скотоводство, а някои с превоз на дърва с коне и катъри от планинските гори. | “ |

### В Гърция
През Балканската война в селото влизат гръцки части и след Междусъюзническата в 1913 година остава в Гърция. През 20-те години турското му население се изселва и на негово място са заселени гърци бежанци от Турция. В 1928 година селото е чисто бежанско и има 42 бежански семейства със 162 души. В 1927 година селото е прекръстено на Амигдалия.
На 19 март 1961 година е закрито и присъединено към Тимария.
| Година    | 1913 | 1920 | 1928 | 1940 | 1951 | 1961 | 1971 | 1981 | 1991 | 2001 | 2011 | 2021 |
| --------- | ---- | ---- | ---- | ---- | ---- | ---- | ---- | ---- | ---- | ---- | ---- | ---- |
| Население | 145  | 167  | 206  | 252  | 252  |      |      |      |      |      |      |      |